# Talmud de Babylone
«  Talmud Bavli » redirige ici. Pour les autres significations, voir Bavli.
 (juillet 2019).
Si vous disposez d'ouvrages ou d'articles de référence ou si vous connaissez des sites web de qualité traitant du thème abordé ici, merci de compléter l'article en donnant les références utiles à sa vérifiabilité et en les liant à la section « Notes et références ».
Le Talmud de Babylone, aussi appelé Talmud Bavli, est l'un des deux talmuds existants (avec le Talmud de Jérusalem, aussi appelé Talmud Yeroushalmi) compilé autour du VIe siècle de notre ère au sein de la diaspora juive du Moyen-Orient. Les traités du Talmud de Babylone sont regroupés, tout comme la Mishna qui en forme le socle, en six ordres appelés shisha sedarim, en abrégé sha’s. Chaque traité aborde un thème principal et de très nombreux autres thèmes aussi variés qu'inattendus.

## Histoire du Talmud de Babylone
Après la compilation de la Mishna (vers 200), les Sages entreprirent d'approfondir et d'élargir son étude, à la fois en terre d’Israël (ce qui donna lieu au Talmud de Jérusalem) et dans la diaspora dite « babylonienne » (Talmud de Babylone). Ces sages sont appelés les amoraïm (soit « les commentateurs ») et la référence à Babylone renvoie aux académies talmudiques en Babylonie  (Ctesiphon, Nehardea, Nisibis, Mahoza, Poumbedita, Séleucie ou Soura, et plus tard Damas et Bagdad), ainsi dénommées souvenir du Galuth Babel (« exil à Babylone » désignant la diaspora en général) soit au quartier caïrote de « Babylone » où la synagogue Ben Ezra fut un lieu de compilation des textes judaïques autour du VIe siècle et par la suite.
L'étude de la Mishna comprenait la recherche du raisonnement derrière les halakhot et la révélation de la dépendance de la Torah aux halakhot de la Mishna. Le débat autour de sujets soulevés dans le Talmud inclut les discussions qui étaient menées en Israël et dans la diaspora.
Chaque page du Talmud comprend aussi les mishnayot et les références indiquées par le mot matni (abréviation de matnitine : Mishna en araméen). Après chaque section de la Mishna, la Gémara écrit les références en lettres « Gam » (abréviation de Gémara) qui signifie : débat talmudique.
Le Talmud de Babylone, compilé au sein de la diaspora juive, est très complet, bien connu et aussi plus étudié que le Talmud de Jérusalem (surtout suivi par les judéo-grecs, groupe juif aujourd'hui presque disparu). Le Talmud de Babylone est écrit en araméen mêlé d'hébreu et l'ordre des divers sujets qui y sont traités fut fixé à différents moments par les amoraïm.
Le premier traité fut imprimé en 1475. En 1520 pour la première fois, l'intégralité du Talmud babylonien fut imprimé à Venise.

## Exégèse et nouveaux concepts du Talmud
Le Talmud de Babylone est accompagné de commentaires par Rashi (1040-1105). Avec le temps, d'autres commentaires furent rajoutés. Parmi ceux-ci, on peut mentionner les travaux rédigés dans les Baté Midrash en France et en Allemagne pendant les XIIe et XIIIe siècles, appelés les Tossafot.
Outre les commentaires de Rashi, de nouveaux concepts (Hidoush) de la Gémara furent rédigés dans les Tossafot et autres annotations. Le premier livre de nouveaux concepts fut Hidoushé HaRamban de Nahmanide (1194-1270). Il fut suivi de : Hidoushé haRashba de Rabbi Shlomo ben Aderet (1235-1310) et Hidoushé HaRitva de Yom Tov Asevilli (1250-1330) ainsi que le Rav Menahem HaMéiri - Beit HaBéhira (1249-1315) et la Shita Mékoubetset du Rabbin Bétsalel Ashkénazi de Jérusalem (du XVIe siècle).

## Composition du Talmud de Babylone

### I - Zéraʿim (semences)
Cet ordre traite principalement des lois relatives à l'agriculture et aux bénédictions. Seul le traité de la Mishna Berakhot se voit doté d'une guemara babylonienne, tous les autres traités, en ce qu'ils concernent des lois agricoles et donc exclusivement applicables en terre promise, n'ayant pas été discutés par les maîtres de la diaspora babylonienne.

### II - Moʿèd (rendez-vous / fête)
Cet ordre traite principalement des lois relatives au calendrier comme le chabbat et les fêtes. Il est composé de douze traités : 
- Chabbat : les lois de shabbat, principalement, les trente-neuf catégories de travaux (melakhot) interdits par la Torah ainsi que les interdits imposés par les Sages à titre de précautions supplémentaires ;
- Erouvin : les lois du Chabbat relatives aux domaines privés où, par décret rabbinique, il est interdit de porter, ainsi que les moyens permettant de fusionner de tels domaines afin de pouvoir y porter ; la distance de 2 000 amot autour du lieu de résidence d'une personne, au-delà de laquelle on ne peut aller le chabbat (te'houm chabbat), et les moyens d'augmenter cette distance dans une direction ;
- Pessa'him : les lois du hametz et de la matza, le sacrifice de Pessah et le Seder ;
- Chékalim : les lois concernant la taxe annuelle d'un demi-Shekel dont chacun devait s'acquitter, et qui servait à financer les offrandes communautaires dans le Temple ;
- Yoma : les lois de Yom Kippour (essentiellement le service du Temple en ce jour) et les lois concernant ce jour de jeûne ;
- Soucca : les lois de Souccot, telles que la construction de la soucca, et l'obligation d'y habiter, les Quatre Espèces, la fête de Sim'ha Beit HaChoéva qui avait lieu dans le Temple, et Hoshanna Rabba ;
- Beitsa : les lois spécifiques à l'accomplissement de travaux les jours de Fête ; approche détaillée des nombreuses lois de mouktsé qui s'appliquent à la fois au chabbat et aux fêtes ;
- Roch hachana : la procédure permettant de déterminer la date de la nouvelle lune et son annonce, les règles du chofar et l'ordre des sonneries, les prières de Roch Hachana ;
- Taanit : les prières spéciales ajoutées aux prières quotidiennes pour demander la pluie, les jours de jeûne décrétés durant les périodes de sècheresse, de guerre ou de danger généralisé, les lois de Tisha Beav ;
- Méguila : les lois de Pourim et de la lecture de la Meguilat Esther, les lois concernant la synagogue et la lecture de la Torah. Traité dans lequel on voit discuter de l'authenticité de certains textes bibliques en comparant les témoignages grecs et hébreux ;
- Mo'èd katane : les lois de Hol HaMoèd (les Jours de Fêtes Intermédiaires), les lois du deuil ;
- Haguiga : l'obligation qu'a chaque homme juif adulte de se présenter dans le Temple lors des Trois Fêtes de Pèlerinage et l'offrande spécifique à la fête que chaque pèlerin amène à cette occasion.

### III - Nachim (femmes)
Cet ordre traite principalement des lois relatives au mariage et de sujets qui y sont liés comme le divorce ou la fidélité conjugale mais aussi des vœux et du naziréen. Il est composé des sept traités : 
- Yévamot : (belles-sœurs) traité des lois du lévirat ;
- Ketouvoth : (contrats de mariage) traité des contrats de mariage et des règles du bon mariage ;
- Nédarim : (vœux) traité des lois des vœux ;
- Nazir : (l'abstinent) traité qui évoque des vies d'ascètes et donne des règles de sanctification, en particulier autour du nezirat ;
- Sota : (la perverse) traité de la femme soupçonnée d'infidélité ;
- Guitine : (certificats de divorce) traité des lois du divorce ;
- Kidouchine : (consécration nuptiale) traité des lois du mariage et des acquisitions diverses.

### IV - Nézikin (dommages)
Cet ordre traite principalement des lois relatives aux droits civil et pénal, de l'idolâtrie, d'éthique et de morale. Il est composé de huit traités : 
- Baba kamma : (première porte) traite des dommages corporels et matériels, ainsi que de leur réparation ;
- Baba metsi'a : (porte intermédiaire) traite des lois sur les objets perdus, les prêts, les salaires ;
- Baba Batra : (dernière porte) traite des associations, ventes, héritages ;
- Sanhédrin : traite des tribunaux et de leur fonctionnement, ainsi que des crimes capitaux ;
- Makkot : (punitions corporelles) ;
- Chevou'ot : (serments) ;
- Edouiyoth (témoignages) : extraits de discussions et controverses tirées de la Mishna ;
- Avoda zara : (cultes étrangers) traite de l'idolâtrie ;
- Horayot (en) : (décision légale) traite du caractère licite des décisions.

### V - Kodachim (objets sacrés)
Cet ordre traite principalement des lois relatives à l'abattage rituel (che'hita), aux sacrifices et au Temple. Il est composé de dix traités : 
- Zéva'him : sacrifices ;
- Ména'hot : oblations ;
- Houlin : choses profanes, quotidiennes ;
- Békhorot : premiers-nés ;
- Arakhine : évaluation des personnes et offrandes ;
- Témoura : substitution - échanges d'animaux consacrés au Temple ;
- Kritout : fautes punies par le retranchement (mort soudaine) ;
- Mé'ila : empiètement - utilisation illégale de la propriété du Temple ;
- Tamid : offrandes permanentes ;
- Midoth: dimensions du second Temple.

### VI - Taharoth (puretés)
L'ordre Taharot traite principalement des lois relatives à la pureté et à l'impureté rituelle. Il est composé de très courts traités, le principal étant le nidda (pour le Talmud) : 
- Kelim : (ustensiles) traite de la pureté rituelle des objets ;
- Nega'im : (plaies) traite de l'impureté liée à la lèpre;
- Nidda :  (période d'isolement) traite des règles de l'impureté liée à la menstruation. Il inclut d'autres types d'impuretés, liées à la grossesse ou à la sexualité ;
- Yadaiym : traite de la pureté des mains ;
- Ouketsin : traite de l'impureté liée aux produits de la mer.

#### Le texte
- texte hébreu
- trad. anglaise : The Babylonian Talmud, trad. Michael L. Rodkinson, 10 vol., 1918
- trad. française : Le Talmud de Babylone traduit en langue française et complété par celui de Jérusalem et par d'autres monuments de l'antiquité judaïque (1831), trad. abbé Luigi Chiarini (abbé), Ulan Press, 2012, 390 p. Ne comporte que la traduction du traité Berakhot, précédée d'une copieuse introduction : Tome 1 (Intro et sections 1-2) et Tome 2 (Sections 3-9).
- La Guemara. Le Talmud de Babylone, trad. par les membres du rabbinat français sous la direction de M. le rabbin Élie Munk, Colbo, 1972-1986.
  - Livre II, traité 1 : Chabbat, trad. Désiré Elbèze, Colbo/Keren hasefer ve-halimoud, 1972-1977, 2003, t. I 122 p., t. II 227 p., t. III 404 p., t. IV 154 p., t. V 186 p.
  - Livre II, traité 4 : Pessahim, trad. Israël Salzer (1984), Folio, coll. « Folio essais », 2003, 755 p.
  - Livre II, traité 5 : Yoma, trad. Israël Salzer, Colbo/Keren hasefer ve-halimoud/Presses du temps présent, 1980, t. I 207 p., , t. II 208 p.
  - Livre II, traité 8 : Roch hachana, trad. J. D. Frankforter, C.L.K.H./Keren hasefer ve-halimoud/Presses du temps présent, t. I 1974 [I-II] XVIII-102 p.
  - Livre II, traité 10 : Meguilla, trad. Israël Salzer, C.L.K.H., 1978, 186 p.
  - Livre II, traité 12 : Haguigua, trad. Israël Salzer, Verdier, 1991, 210 p.
  - Livre IV, traité 4 : Sanhédrin, trad. Israël Salzer, C.L.K.H./Presses du temps présent, 1969, 571 p.

#### Études
- Abraham Cohen, Le Talmud. Exposé synthétique du Talmud et de l'enseignement des Rabbins (1932), trad. de l'an., Petite bibliothèque Payot, 2002, 649 p.
- David Malki, Le Talmud et ses maîtres, trad. du yiddish, Albin Michel, 1993, 270 p.
- Adin Steinsaltz, Introduction au Talmud, Albin Michel, 2002, 336 p.